# Чесноков Павло Васильович

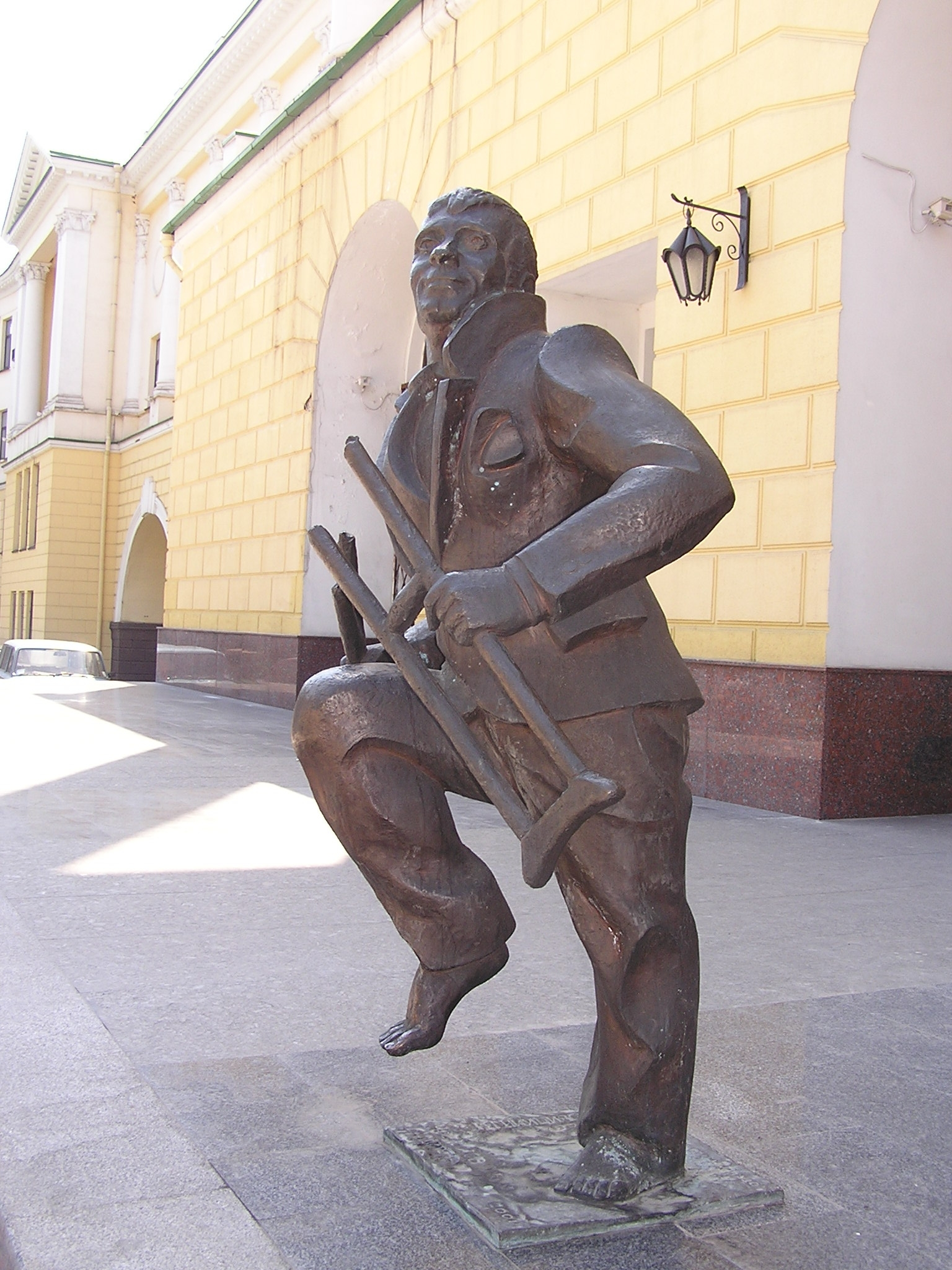
Пам'ятник зціленому хворому

Павло Васильович Чесноков - донецький художник, геральдист.
У співавторстві з Юрієм Івановичем Балдіним створив Пам'ятник зціленому хворому.
У співавторстві з Євгеном Олександровичем Малахою створив прапор Авдіївки, герб Добропільського району Донецької області, герб Олександрівського району Донецької області, герб Нікольського району Донецької області (за участю Миколи Микитовича Стародубцева).
У співавторстві із Сергієм Потюговим створив Герб Амвросіївського району Донецької області, герб Клинового.
Створив герб Бойківського району Донецької області.

## Розроблені герби
| Зображення | Назва                                            | Дата затвердження    | Співавтори                                                           | Опис                                           |
| ---------- | ------------------------------------------------ | -------------------- | -------------------------------------------------------------------- | ---------------------------------------------- |
|            | Герб Добропільського району                      | 19 березня 1997 року | Малаха Євген Олександрович                                           | [Архівовано 13 червня 2008 у Wayback Machine.] |
|            | Герб Нікольського району                         | 26 червня 2002 року  | Малаха Євген Олександрович при участі Миколи Микитовича Стародубцева | [Архівовано 28 квітня 2010 у Wayback Machine.] |
|            | Герб Олександрівського району (Донецька область) | 8 серпня 2001 року   | Малаха Євген Олександрович                                           | [Архівовано 13 червня 2008 у Wayback Machine.] |
|            | Герб Амвросіївського району                      | 12.2003              | Сергій І. Потюгов                                                    | [Архівовано 30 листопада 2012 у WebCite]       |
|            | Герб м. Авдіївка Донецької області               | 19 червня 2002 року  | Малаха Євген Олександрович                                           | [Архівовано 17 грудня 2017 у Wayback Machine.] |
|            | Герб Клинового                                   | 29 вересня 2003 року | Сергій І. Потюгов                                                    | [Архівовано 13 червня 2008 у Wayback Machine.] |
|            | Герб Бойківського району                         | 30 липня 2003 року   |                                                                      | [Архівовано 13 червня 2008 у Wayback Machine.] |

## Розроблені прапори
| Зображення | Назва           | Дата затвердження   | Співавтори                 | Опис                                           |
| ---------- | --------------- | ------------------- | -------------------------- | ---------------------------------------------- |
|            | Прапор Авдіївки | 16 червня 2002 року | Малаха Євген Олександрович | [Архівовано 4 березня 2016 у Wayback Machine.] |